# 2단계 도메인
2단계 도메인(Second-level domain, SLD, 2LD)은 도메인 이름 시스템에서 최상위 도메인 아래에 직접 위치한 도메인이다.
2단계 도메인은 보통 도메인 이름 등록원을 포함하여 도메인 이름을 등록한 조직을 가리킨다. 일부 도메인 이름 등록 항목은 SLD를 등록할 조직의 종류를 가리키는 최상위 도메인에 2단계 계급을 도입한다. 이를테면, .uk 이름 공간에서 단과 대학이나 다른 학술 시설은 .ac.uk 국가 코드 2단계 도메인 아래에서 등록할 것이다. 회사의 경우 .co.uk 아래에서 등록할 것이다.

## 같이 보기
- 도메인 이름 시스템
- 최상위 도메인
- 서브도메인
- 국가 코드 최상위 도메인
- 국가 코드 2단계 도메인
- 단일 글자 2단계 도메인